# Щербатский, Ипполит Фёдорович
Ипполит Фёдорович Щербатский (1827—1889) — российский государственный деятель, уфимский губернатор (1873—1876), действительный статский советник (1870), полковник (1859).

## Биография
Происходил из дворян. Родился в 1827 году в семье подполковника (впоследствии — генерал-лейтенанта) Фёдора Григорьевича Щербатского (Щербацкого).
Окончил Пажеский корпус: в 1843 году был выпущен корнетом в Уланский Его Величества лейб-гвардии полк, где служил до 1859 года; участвовал в Венгерском походе 1849 года и в Крымской войне 1853—1856 гг; был знаком с Афанасием Фетом, которого называл «своим милым приятелем». После лечения, в 1860-х годах находился на гражданской службе в Царстве Польском. В марте 1873 года был назначен Уфимским губернатором. В 1874 году обратился с письмом к императору Александру II с предложением о реформировании судебной системы, упразднении уездных и введении мировых судов. В 1876 году был уволен «по домашним обстоятельствам». 
Владел усадьбой Лютка в Лужском уезде.
Награждён орденами Св. Владимира 3-й степени, Св. Анны 3-й степени и Св. Станислава 2-й и 1-й степеней (1875).
Умер 31 декабря 1888 (12 января 1889) года.

## Семья
Жена — Екатерина Апполинарьевна. У них родились:
- Фёдор (1866—1942), известный востоковед
- Мария (1869—?), замужем за С. Е. Крыжановским
- Александр (1870—1952), дипломат
- Варвара (02.09.1868—09.11.1882)[5]
- Наталья (24.03.1872—?), с 12 ноября 1895 года замужем за Георгием Витте (1867 — после 1912)[6]